# Kauaiina ioxantha
Kauaiina ioxantha är en fjärilsart som beskrevs av Edward Meyrick 1899. Kauaiina ioxantha ingår i släktet Kauaiina och familjen mätare. Inga underarter finns listade i Catalogue of Life.